# Hedbergia abyssinica
Hedbergia es un género monotípico de plantas fanerógamas perteneciente a la familia Orobanchaceae, anteriormente clasificada en Scrophulariaceae. Su única especie, Hedbergia abyssinica, es originaria de Etiopía.

## Descripción
Planta perenne, muy híspida, de 30 a 60 cm de alto. Los tallos densamente ramificados en la inflorescencia; ramas suberectas; entrenudos muy cortos. Hoja subsésil, gruesa, rígida, densas, oblongo-lanceoladas u ovadas-lanceoladas de 2 a 4 cm de largo,  obtusa, base redondeada. Flores de 1.5 cm de diámetro. Lóbulos del cáliz desigual. Cápsula ovoide, pubescente, alrededor de 1,5 cm de largo. Semillas longitudinalmente aladas; alas con nervios transversales débiles.

## Taxonomía
Hedbergia abyssinica fue descrita por (Benth.) Molau y publicado en Nordic Journal of Botany 8(2): 195. 1988.
Sinonimia
- Alectra abyssinica A.Rich.
- Alectra petitiana A.Rich.
- Bartsia abyssinica Benth.
- Bartsia abyssinica Hochst. ex A.Rich.
- Bartsia elgonensis R.E.Fr.
- Bartsia mannii Hemsl.
- Bartsia nyikensis R.E.Fr.
- Bartsia petitiana (A.Rich.) Hemsl.